# لوحة وحيد القرن
وحيد القرن هو الاسم المعروف لمطبوعة خشبية نفذها الرسام الألماني آلبرخت دورر عام 1515.
وضعت الصورة بناءً على وصف نصّي ورسم مختصر لفنان غير معروف لوحيد القرن الهندي الذي وصل إلى لشبونة في بدايات ذلك العام. لم يرَ دورر وحيد القرن فعلياً، والذي كان أول نموذج حي يُرى في أوروبا في عصر الإمبراطورية الرومانية. أرسل ملك البرتغال مانويل الأول الحيوان كهدية للبابا ليو العاشر، لكنه مات جراء تحطم السفينة عند الشواطئ الإيطالية في بداية عام 1516. بعد ذلك، لم يرَ أحد حيوان وحيد القرن مرة أخرى في أوروبا حتى أحضر حيوان آخر اسمه «أبادا» من الهند إلى بلاط سيباستياو ملك البرتغال عام 1577 والذي ورثه بعد ذلك الملك فيليب الثاني حوالي عام 1580 .
لم تكن لوحة دورر الخشبية تمثيلاً دقيقاً بالكامل لوحيد القرن. بل كانت تصور حيواناً ذو صفائح صلبة تغطي جسمه تشبه تلك التي تغطي المدرع إضافة إلى صفيحة للعنق وصفيحة للصدر ومسامير على طول الصفائح؛ كما وضع قرنا صغيراً ملوياً على الظهر وأرجل ذات حراشف. وهذه الصفات لا توجد في وحيد القرن الحقيقي. على الرغم من عدم دقة التشريح، إلا أن لوحة دورر الخشبية أصبحت شهيرة في أوروبا وتم عمل نسخ منها عدة مرات في القرون الثلاث التالية. وقد حصلت اللوحة على تقدير الغربيين باعتبارها تمثيلاً حقيقياً لوحيد القرن حتى أواخر القرن الثامن عشر. أخيراً، دعمت تلك اللوحة بمزيد من الرسوم الواقعية، تحديداً «وحيد القرن كلارا» والتي جالت أنحاء أوروبا ما بين عامي 1740 و1750. وصفت لوحة دورر بـ «لم تؤثر صورة حيوان بهذا العمق على الفنون».

## وحيد القرن

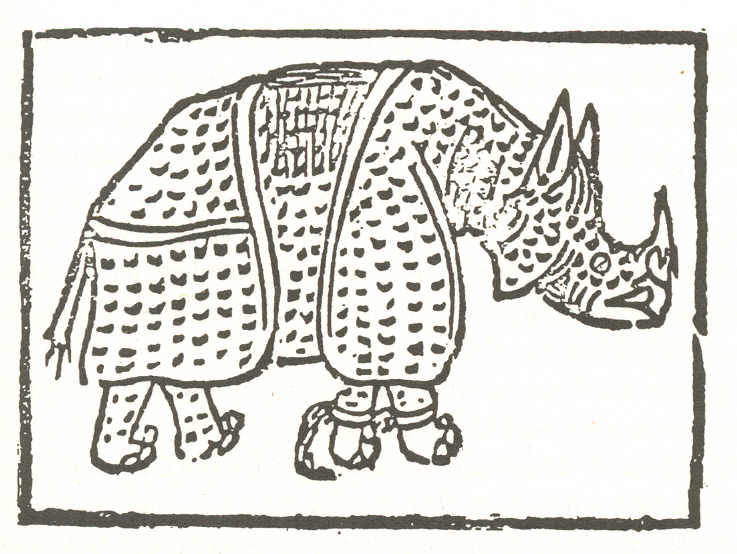
أول رسم معروف لوحيد القرن هو عبارة عن نقش خشبي بدائي يمثل قصيدة كتبها جيوفاني جياكومو بينني، نشرت في روما عام 1515.

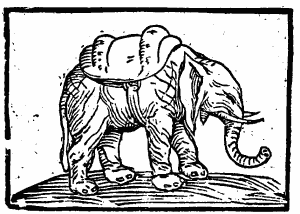
نقش خشبي للفيل هانو، مأخوذ من كراس نشر تحت اسم مستعار في روما عام 1514.

في 20 أيار (مايو) 1515، وصل وحيد قرن هندي إلى مدينة لشبونة من الشرق الأدنى. في بدايات عام 1514، أرسل ألفونسو الألبوقريقي حاكم الهند البرتغالية سفراء إلى السلطان مظفر الثاني حاكم كامبيه (ما يعرف حالياً بولاية غوجارات وذلك للحصول على إذن ببناء قلعة على جزيرة ديو الهندية. عادت البعثة دون التوصل لإتفاق، لكن تم تبادل الهدايا الديبلوماسية، وكان من ضمنها حيوان وحيد القرن.
في ذلك الوقت، كان من المتعارف عليه أن يرسل حكام الدول المختلفة حيوانات غريبة لبعضهم البعض والاحتفاظ بها في حديقة الحيوانات. كان وحيد القرن قد اعتاد البقاء في الأسر، لذا قرر ألفونسو أن يرسله كهدية للملك إيمانويل الأول ملك البرتغال مع مرافق هندي اسمه أوسيم. كان اسم الحيوان "غاندا". أبحر "غاندا" على متن السفينة "سيدتنا المساعدة (بالبرتغالية Nossa Senhora da Ajuda) والتي أبحرت من ميناء "غويا" في كانون الثاني (يناير) 1515. أبحرت السفينة عبر المحيط الهندي ثم حول رأس الرجاء الصالح ثم اتجهت شمالاً في المحيط الأطلسي، وقد توقفت مؤقتاً في موزامبيق وسانت هيلانة وآزوروس.
بعد رحلة طويلة نسبياً بلغت مدتها 120 يوماً، وصل وحيد القرن إلى البرتغال تحديداً في موقع بناء برج بيليم (وهو من مواقع التراث العالمي حسب تصنيف اليونسكو. زُيّن البرج لاحقاً بتماثيل غرغول على هيئة رؤوس وحيد القرن. لم يكن وحيد القرن قد شوهد في أوروبا منذ الإمبراطورية الرومانية، وقد أصحب كالحيوانات الخرافية.
أصبح الحيوان مذاك محط أنظار الدارسين والفضوليين، وكتبت عشرات الرسائل التي تصف المخلوق الرائع ووزعت في مختلف أنحاء أوروبا. وقد كانت أقدم صورة معروفة للحيوان تلك المصورة ضمن قصيدة جيوفاني بينني، والتي نشرت في روما عام 1515، بعد حوالي 8 أسابيع من وصوله إلى لشبونة. النسخة الوحيدة المعروفة من القصيدة محفوظة في مؤسسة كولومبينا في إشبيلية.
حفظ الحيوان الغريب في حديقة الحيوانات الخاصة بالملك مانويل في قصر ريبيرا في لشبونة، بمعزل عن الفيلة والحيوانات البرية الأخرى التي كان يملكها. يوم 3 حزيران والذي صادف أحد الثالوث، أجرى الملك مانويل قتالاً بين وحيد القرن وفيل صغير من حيواناته للتحقق مما زعمه بليني الأكبر أن الفيل ووحيد القرن عدوان لدودان. تقدم وحيد القرن ببطء نحو عدوه؛ أثار الضجيج الفيل ما اصابه بالذعر وقبل أن يوجه ضربه إلى عدوه

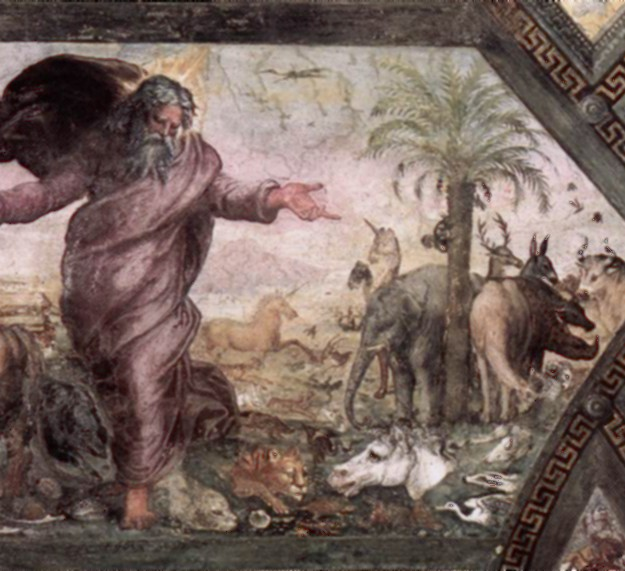
لوحة "خلق الحيوانات" للرسام رافاييل، وهي عبارة عن لوحة فريسكو محفوظة في الطابق الثاني في قصر أبوستوليك في القصور الباباوية في الفاتيكان. يظهر وحيد القرن إلى يمين الشجرة وفيل إلى يسارها.

قرر مانويل تقديم وحيد القرن هدية لبابا ميديشي البابا ليو العاشر. كان الملك حريصاً على كسب ود البابا، وذلك للحفاظ على المنح الباباوية المتمثلة في حيازة أراضٍ جديدة اكتشفتها قواته البحرية في الشرق الأدنى، منذ أن اكتشف فاسكو دي غاما الطريق البحري إلى الهند بالالتفاف حول أفريقيا عام 1498. كان البابا قبل عام من ذلك مسروراً بهدية الملك مانويل وهي عبارة عن فيل أبيض من الهند، وقد كان البابا قد أسماه «هانو». نقل وحيد القرن مع هدايا أخرى قيمة من الأطباق الفضية والبهارات من تاغوس إلى روما عام 1515. وقد وضع حول رقبته طوق من المخمل الأخضر مزين بالورود. أثناء مرور المركب بالقرب من مرسيليا، صادف الملك فرانسيس الأول الذي كان عائداً من «سان ماكسيمين لا سان بوم» في بروفانس، وطلب أن يرى الحيوان المتوحش. توقف المركب البرتغالي قليلاً في جزيرة مرسيليا حيث أُنزل وحيد القرن من السفينة ليراه الملك في 24 من كانون الثاني (يناير).
بعد أن استؤنفت الرحلة، تحطمت السفينة في عاصفة مفاجأة أثناء مرورها في مضائق بورتو فينير، شمالي لا سبيتزيا على شاطئ ليغوريا. كان وحيد القرن مثبتاً بالسلاسل والأصفاد ليسهل السيطرة عليه في السفينة، وبذا قضى غرقاً لعدم قدرته على السباحة. أكتشفت جثة وحيد القرن بالقرب من فيلفرانش، فأخفيت وأعيدت للشبونة حيث تم تحنيطها. يقال بأن الجلد أرسل إلى روما عام 1516 لعرضه وكان محشواً بالقش؛ لكن أساليب التحنيط المتقدمة لم تكن معروفة في تلك الفترة. في كل الأحوال، لم يسبب وحيد القرن أي ضجة بين الجماهير في روما، ولم يكن له تلك الشعبية التي اكتسبها في لشبونة، ومع ذلك وجدت تصاوير وحيد القرن في روما في رسوم جيوفاني دا أوديني ورافاييل 
إذا كان وحيد القرن المحشو قد وصل إلى روما، فإن مصيره مجهول. فقد يكون نُقل إلى فلورنسا أو قد يكون دمّر في احتلال روما (1527). كانت قصة وحيد القرن أساس رواية لورنس نورفولك «وحيد القرن الخاص بالبابا» والتي صدرت عام 1996

## لوحة دورر الخشبية

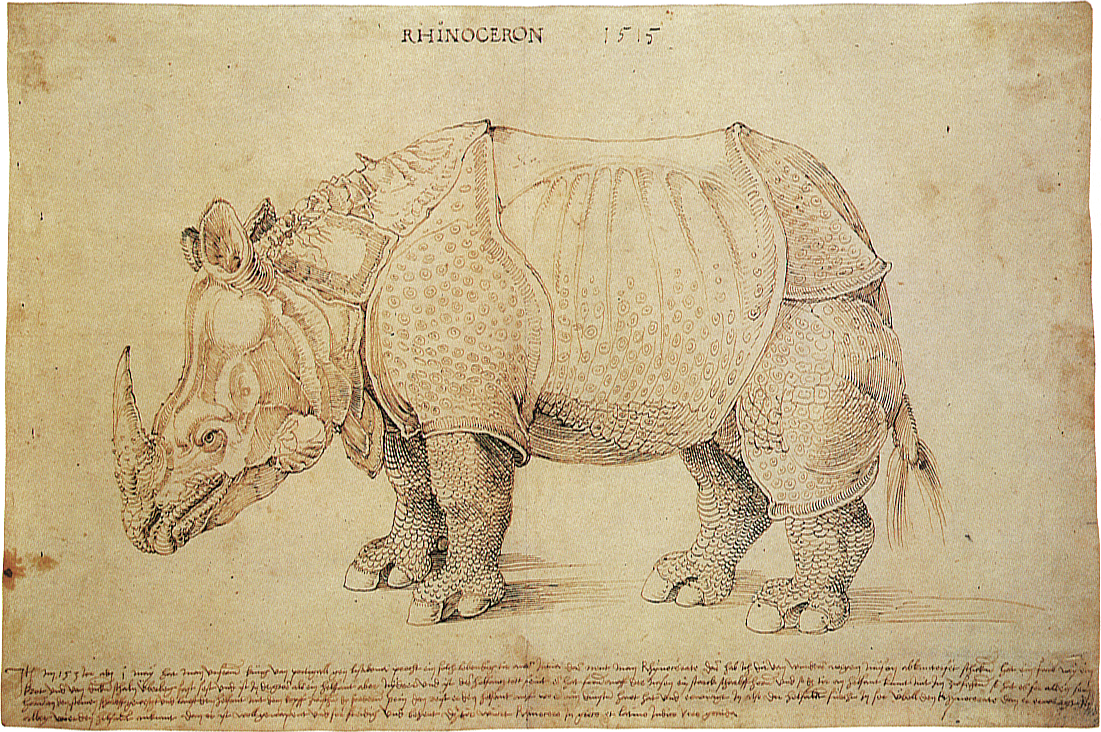
رسم لوحيد القرن مرسوم بالحبر للفنان آلبرخت دورر، 1515، توجد الآن في المتحف البريطاني. يبين العنوان التوضيحي للمخطوطة تاريخ وصول وحيد القرن إلى لشبونة، وذلك عام 1513.

رأى فالنتيم فيرنانديز، وهو تاجر وطبّاع من مورافيا، وحيد القرن في لشبونة بعد وصوله إليها بفترة قصيرة وكتب رسالة وصفه فيها لصديقه المقيم في نوريمبرغ في شهر حزيران (يونيو) عام 1515. لم تُحفظ تلك الرسالة التي كتبت بالألمانية، لكن ثمة نسخة مكتوبة بالإيطالية محفوظة في المكتبة الوطنية المركزية في فلورنسا. أرسلت رسالة ثانية لم يعرف كاتبها من برشلونة إلى نوريمبرغ في نفس الفترة تتضمن رسماً تخطيطياً لفنان غير معروف. رأى دورر الرسالة الثانية والرسم المرفق بها في نورنمبرغ، فأنجز رسمتين باستخدام قلم وحبر حتى دون أن يرى الحيوان نفسه،، ومن ثم حفرت اللوحة الخشبية بناءً على الرسم الثاني، حيث كانت اللوحة الخشبية انعكاس للرسم نفسه.

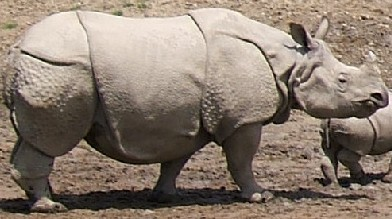
الثنيات في جلد وحيد القرن الهندي تطابق صفائح حيوان المدرّع، كما صورها آلبرخت دورر

لم تكن لوحة دورر الخشبية تصويراً دقيقاً لوحيد القرن. فهو يصف حيواناً ذا صفائح صلبة تغطي جسده كما حيوان المدرّع، كما توجد صفيحة تغطي الرقبة تشبه الدرع الواقي للصدر، ومسامير داعمة على طول الصفائح؛ كما رسم دورر قرن صغير معقوف على الظهر، وتبدو السيقات ذات قشور؛ وهكذا فإن أياً من هذه الصفات تمثل وحيد القرن الحقيقي. يبدو أن هذه الصفات التي تصورها لوحة دورر لا تمثل وحيد القرن الذي قاتل الفيل في البرتغال، لكنها قد تكون أقرب لصفات وحيد القرن الهندي أو قد يكون أساء فهم الوصف فأضاف صفات جديدة. إضافة لذلك، صوّر دورر جسد الحيوان على أنه ذو قشور، وقد يكون أراد بذلك أن يضفي صفة الخشونة على وحيد القرن الهندي. من ناحية أخرى، قد يكون تصوّره لجلد الحيوان على هذا النحو لاعتقاده بإصابة الحيوان بالتقرحات والتهاب الجلد الناجم عن الحبس خلال فترة الأشهر الأربعة التي استغرقتها رحلة السفينة من الهند إلى البرتغال

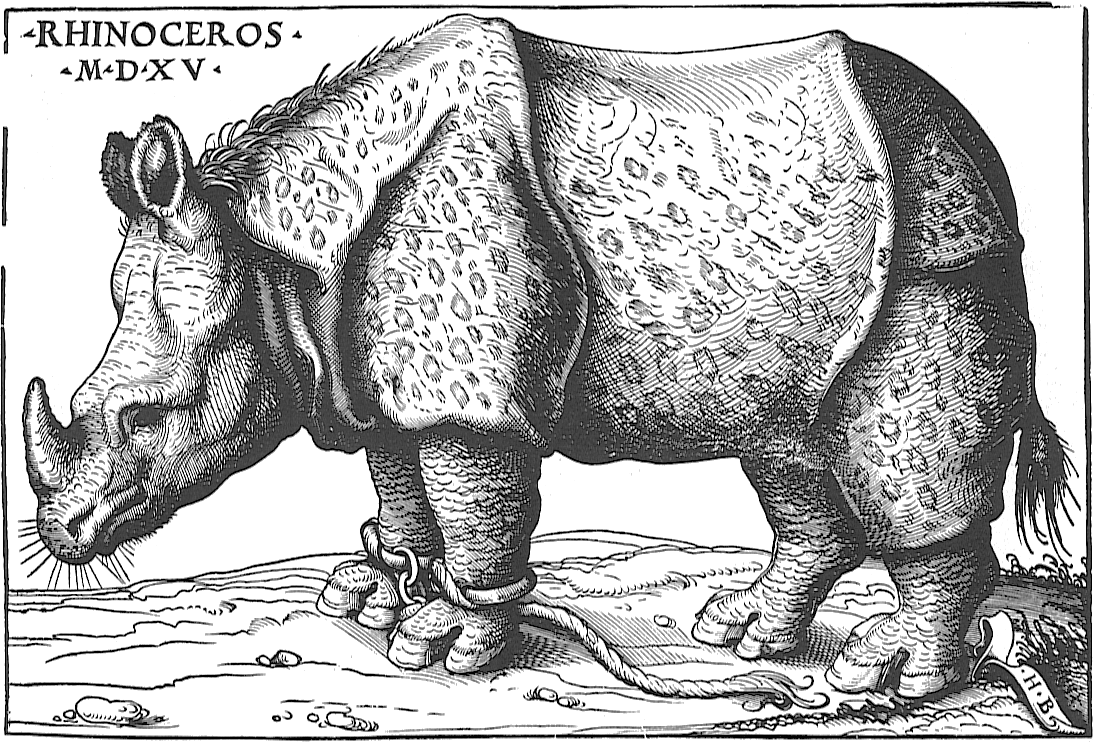
نسخة نادرة ناجية من لوحة هانز بورغكمير الخشبية التي تعود لعام 1515 محفوظة في متحف ألبرتينا للفنون التصويرية، فيينا

أنجز هانز بورغكمير لوحة خشبية ثانية في آوغسبورغ في ذات الفترة التي أنجز فيها دورر لوحته تقريباً. تواصل بورغكمير مع التجار في لشبونة ونورمبرغ، لكن ليس ثمة دليل على أنه توصّل إلى رسالة أو رسم أولي كما حصل مع دورر أو أن يكون قد رأى الحيان نفسه في البرتغال. لكن لوحة بورغكمير كانت أقرب إلى الواقع. لم ينجُ سوى مثال واحد من صورة بورغكمير، وهو محفوظ في ألبرتينا، فينا.

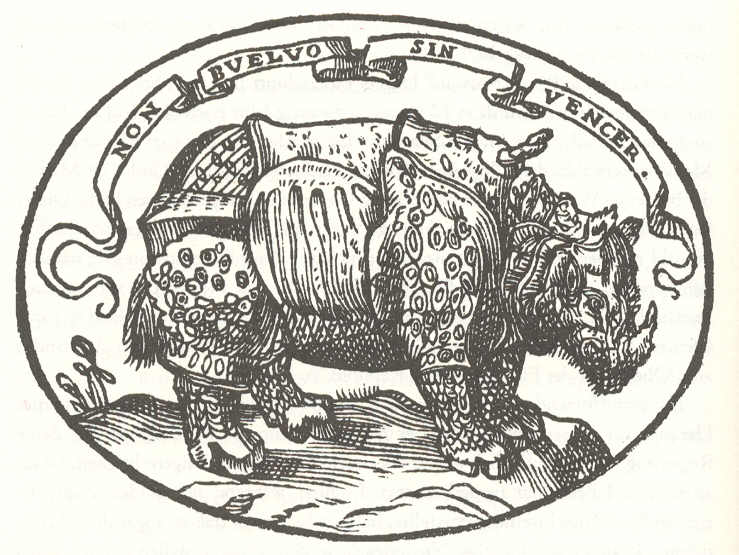
شعار ألكسندر دي ميدتشي، من لوحة لباولو جيوفيو اسمها "Dialogo dell'impresse militari et amorosi".

على الرغم من الأخطاء التي تحويها، فقد ظلت لوحة دورر شهيرة. وقد اعتبرت تمثيلاً دقيقاً لوحيد القرن حتى أواخر القرن الثامن عشر. قد يكون دورر توقع أن تصبح لوحته بهذه الشهرة، لذا فقد اختار أن يصنع نقشاً خشبياً بدلاً من الحفر الدقيق لأن عمل نسخ عن النقش الخشبي أرخص ويمكن طباعته. استخدمت الصور التي اشتقت من لوحة دورر في كتب علوم الطبيعة ككتاب Cosmographiae لسيباستيان مونستير عام 1544.

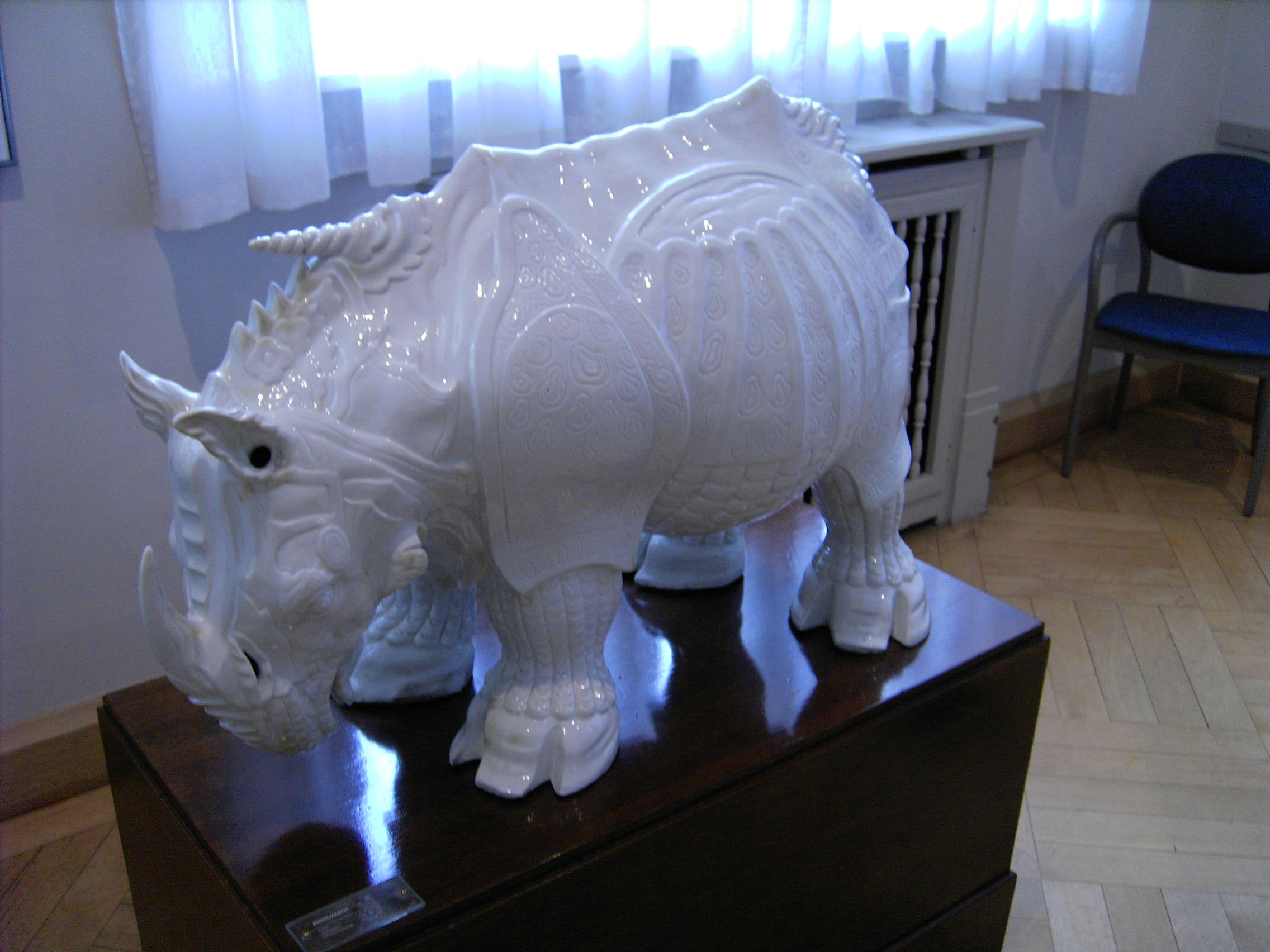
Modern بورسلان rhinoceros in the Porcelain Museum in مايسن، based on a version sculpted by Johann Gottlieb Kirchner around 1730. It is clearly based on Dürer's image, with a prominent "Dürer horn".

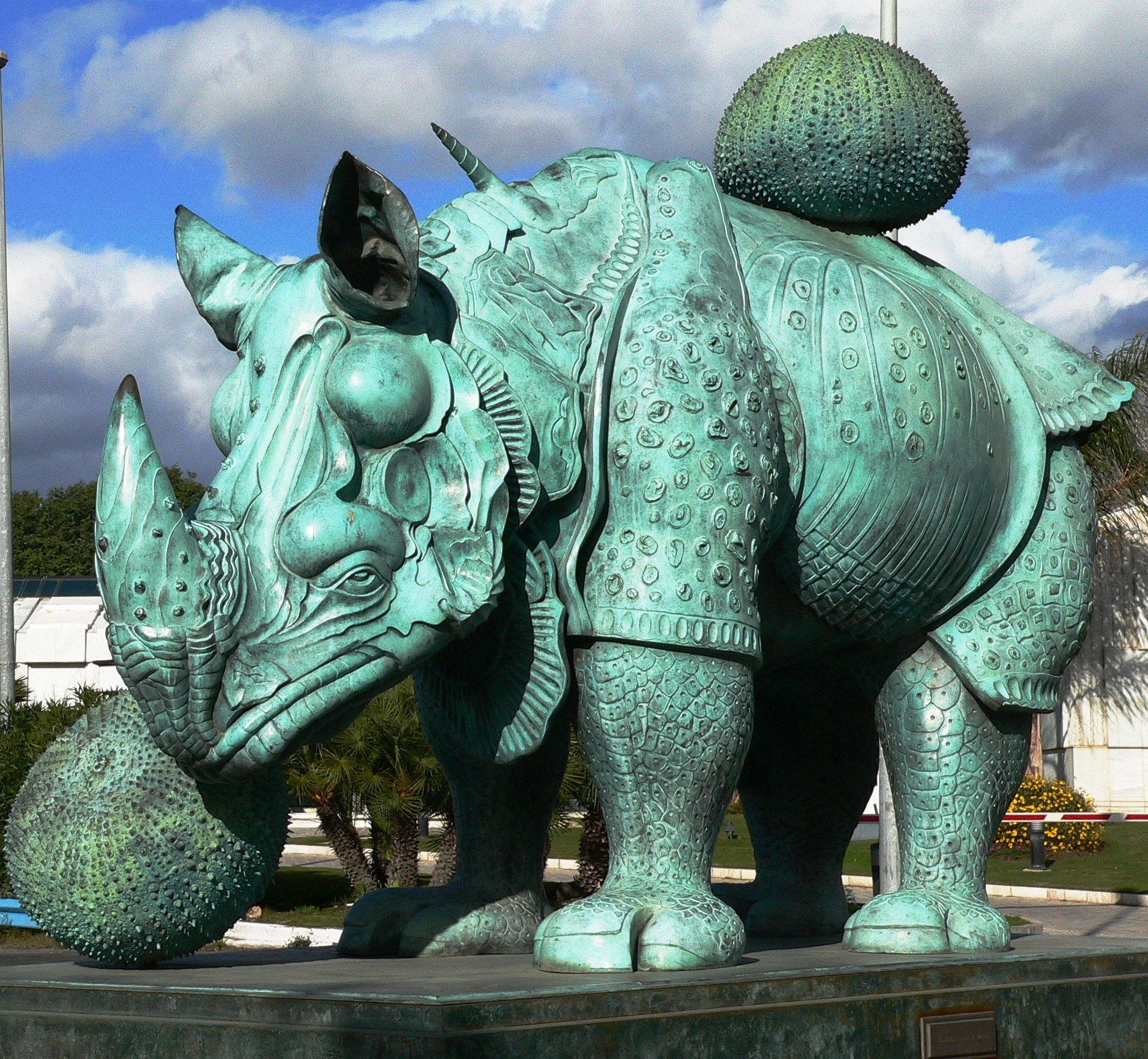
"لوحة وحيد القرن في فستان الدانتيل" للرسام سلفادور دالي، تعود لعام 1956، وهي محفوظة في بورتو بانوس، ماربيا، إسبانيا.

لم تلقَ لوحة دورر (الجزء البارز من الصورة ومشتقاتها) قبولاً حتى أواخر القرن الثامن عشر، بعدما نُقلت العديد من حيوانات وحيد القرن إلى أوروبا وعُرضت على الجمهور، ومن ثم صُورت بدقة أكبر من لوحة دورر. فقد رسم جان-باتيست أودري صورة بالحجم الطبيعي لوحيد القرن "كلارا" عام 1749؛ كما رسم "جورج ستابس" صورة أكبر لوحيد القرن في لندن عام 1790. وقد كانت اللوحتان أكثر دقة ووضوحاً من لوحة دورر الخشبية؛ تدريجياً أخذت صور أكثر واقعية لوحيد القرن تحل محل لوحة دورر في مخيلة الناس. كانت لوحة أودري ملهمة لجورج لويس لوكليرك "الملقب بالكونت دو بوفون" في إنجاز لوحة "التاريخ الطبيعي" والتي نسخت مرات عديدة. عام 1790، نبذ كتاب الرحلات "رحلات لاكتشاف منابع النيل الذي وضعه جيمس بروس ذكر عمل دورر لأنه عمل سيئ التنفيذ في كل أجزاءه. حتى مع ذلك، كان الرسم الذي وضعه بروس لوحيد القرن الأبيض الأفريقي، والذي يختلف في مظهره عن وحيد القرن الهندي، يشترك في لوحة دورر في عدم دقة التفاصيل أو وضوحها. يقول أومبرتو إكو أن مقاييس دورر أصبحت عنصراً مهماً في تصوير الحيوانات. كما يشير إلى أن جلد وحيد القرن أكثر صلابة مما يبدو عليه وأن هذه الصفائح والمقاييس تصور المعلومات غير المرئية إلى حد ما.
ظهرت لوحة دورر في أواخر ثلاثينيات القرن العشرين في الكتب المدرسية في ألمانيا على أساس أنها صورة طبق الأصل لوحيد القرن. في اللغة الألمانية، يسمى وحيد القرن الهندي بـ "Panzernashorn" أو «وحيد القرن المدرّع». لا تزال هذه اللوحة ذات تأثير فني قوي وقد ألهمت سلفادور دالي في لوحته «وحيد القرن في فستان الدانتيل» عام 1956، وقد عرضت هذه اللوحة في بورتو بانوس، في ماربيا، إسبانيا منذ عام 2004.

## روابط خارجية
- ملف صوتي من BBC: تاريخ العالم في 100 مادة
- صور وحيد القرن لآلبرخت دورر
- 'آلبرخت دورر، بواسطة ت. ستورغ موور، من مشروع غوتنبيرغ
- وحيد القرن من مجموعة المتحف البريطاني.
- وحيد القرن لآلبرخت دورر في معرض فيكتورا الوطني في مجموعة آلبرخت دورر.